# Волтон (Њујорк)
Волтон (енгл. Walton) град је у америчкој савезној држави Њујорк.

## Демографија
По попису из 2010. године број становника је 3.088, што је 18 (0,6%) становника више него 2000. године.
| Група             | 2000.         | 2010.         |
| Белци             | 2.972 (96,8%) | 2.897 (93,8%) |
| Афроамериканци    | 10 (0,3%)     | 33 (1,1%)     |
| Азијати           | 10 (0,3%)     | 23 (0,7%)     |
| Хиспаноамериканци | 42 (1,4%)     | 102 (3,3%)    |
| Укупно            | 3.070         | 3.088         |